# Adolphe-Victor Geoffroy-Dechaume
Pour les articles homonymes, voir Geoffroy et Dechaume.
Adolphe Victor Geoffroy, dit Victor Geoffroy-Dechaume, né à Paris le 29 septembre 1816 et mort à Valmondois (Val-d'Oise) le 25 août 1892, est un sculpteur et orfèvre français.

## Biographie

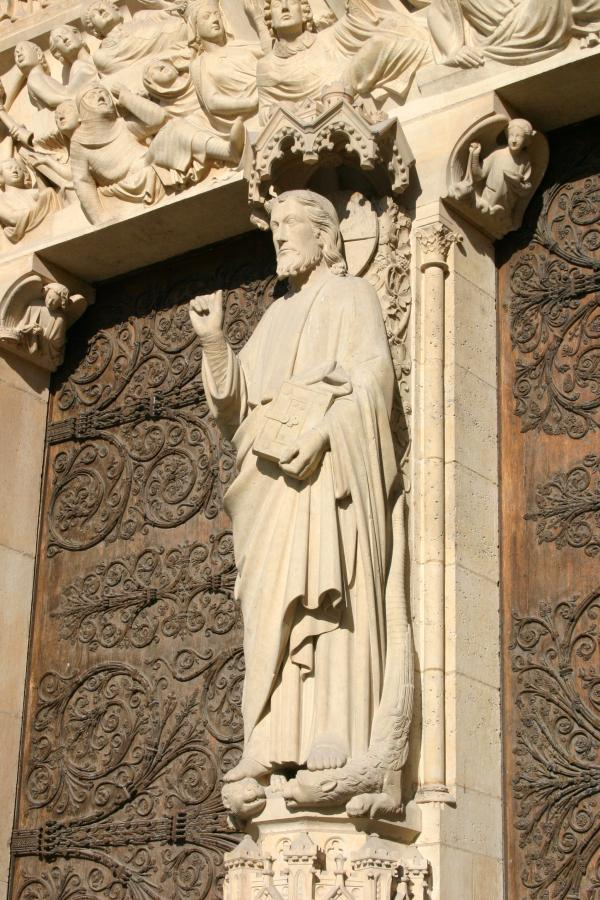
Le Beau-Dieu, au trumeau du grand portail du Jugement Dernier de Notre-Dame de Paris, est une des œuvres les plus connues d’Adolphe-Victor Geoffroy-Dechaume.

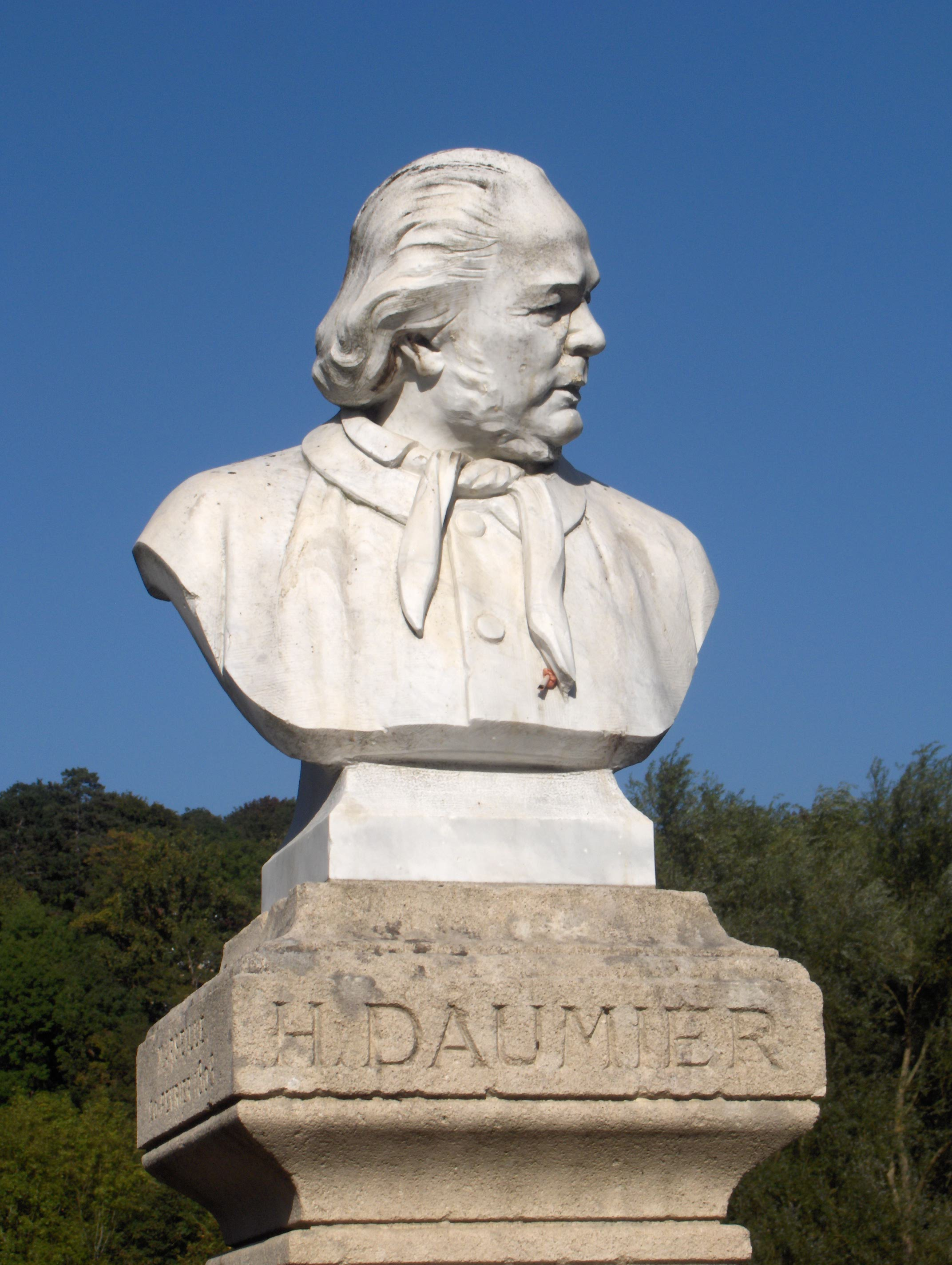
Détail du Monument à Honoré Daumier, Grand place de Valmondois.

### Jeunesse et formation
Dans sa jeunesse, Geoffroy-Dechaume suit les cours de l’école gratuite de dessin avant d’entrer à l’École des beaux-arts de Paris en 1831. Il est l’élève de Pierre-Jean David d'Angers et de James Pradier. Il travailla à l'Arc de Triomphe de l'Étoile et à l'église de la Madeleine.

### La découverte de l'art médiéval
Il se consacre d’abord aux objets d’art et en particulier à l'orfèvrerie jusqu’en 1848, avant de s’orienter vers l’art médiéval. Il collabore à la restauration de monuments gothiques, notamment la cathédrale Notre-Dame de Laon sous la direction de l’architecte Émile Boeswillwald (le petit-fils de celui-ci, Émile Artus Boeswillwald, épousera la petite-fille de Geoffroy-Dechaume en 1901), la cathédrale Notre-Dame de Bayeux avec Victor Ruprich-Robert, et enfin la Sainte-Chapelle et la cathédrale Notre-Dame de Paris, avec Jean-Baptiste Millet, sous la direction des architectes-restaurateurs Jean-Baptiste Lassus et Eugène Viollet-le-Duc.
Le 13 juillet 1880, il est promu officier de la Légion d'honneur.
En 1885, Geoffroy-Dechaume est nommé directeur du musée de sculpture comparée (actuel musée des monuments français). Geoffroy-Dechaume reçut aussi commande de nombreuses statues et monuments officiels. Il demeura au no 13 quai d'Anjou à Paris, locataire de Mme de Borneville, ainsi que Karl Daubigny, Alfred Gérente, et Zachée Prévost, à deux maisons d'Honoré Daumier.
Dans son ouvrage La sculpture romantique , Luc Benoist remarque que Geoffroy-Dechaume ne participa à aucun Salon.

## Famille
De son mariage en 1841 avec Sidonie Mouton, belle-sœur de l'artiste Charles-Édouard Elmerich, sont issus quatre enfants dont trois filles, Marie, Amélie et Valentine, et dont l'ainé, Adolphe Louis Geoffroy (1844-1915), élève de son père, exposa au Salon de 1861 à 1910 et travailla notamment à la restauration de la tour Saint-Jacques à Paris. Il est également connu pour ses sculptures animalières, les bustes de son père, d'Edmond Nocard et d'Honoré Daumier, et ses contributions aux façades de l'hôtel de ville de Paris, de l'hôtel de ville de La Rochelle et du Muséum national d'histoire naturelle.
Il prit en apprentissage Alphonse Trimolet que son ami Charles-François Daubigny avait adopté.

## Œuvres dans les collections publiques
- Caen, ancienne église abbatiale de la Trinité de Caen : bas-relief ornant le tympan central, vers 1862.
- Compiègne, palais de Compiègne : Coupe des vendanges, milieu du XIXe siècle.
- Grenoble, musée de Grenoble : Camille Corot, 1884, médaillon en terre cuite.
- Laon, cathédrale Notre-Dame : réfection des trois portails.
- Paris :
  - basilique Sainte-Clotilde : participation à la décoration.
  - cathédrale Notre-Dame de Paris : 
    - Apôtres, douze statues en cuivre repoussé sur le toit, entourant la base de la flèche de la cathédrale ;
    - coq en cuivre repoussé situé au sommet de la flèche[5] ;
    - Beau-Dieu, statue en pierre d'après un dessin d’Eugène Viollet-le-Duc, trumeau du portail du Jugement Dernier ;
    - monument funéraire de l’archevêque Hyacinthe-Louis de Quélen ;
    - mausolée de Christophe de Beaumont du Repaire ;
    - tombeau du cardinal de Noailles ;
    - reliquaire de la Couronne d'Épines, 1862, bronze et argent dorés, diamants et pierres précieuses, œuvre de Placide Poussielgue-Rusand. Geoffroy-Dechaume a collaboré à sa réalisation pour la sculpture des figures.

  - cimetière du Père-Lachaise : Charles-François Daubigny, 1879, buste en bronze ornant la tombe du peintre et dédicacé « à mon ami Charles François Daubigny 1879 ».
  - cité de l'architecture et du patrimoine : fonds Geoffroy-Dechaume.
  - église Saint-Bernard de la Chapelle : décorations, 1860.
  - musée d'Orsay : 
    - Camille Corot, vers 1874, médaille en bronze doré ;
    - Toilette de la duchesse de Parme, entre 1845 et 1851.

  - musée de Cluny : 
    - bras bénissant ;
    - Saint-Marcel ;
    - tête de saint-Marcel.

  - musée du Louvre : 
    - aiguière du duc de Luynes, 1839 ;
    - Coupe des vendanges, 1844 ;
    - lustre persan, 1853 ;
    - masque funéraire de Béranger, 1857 ;
    - projet pour l'aiguière du duc de Luynes, dessin ;
    - tête d'apôtre.

  - Sainte-Chapelle, portail : Apôtres, douze statues en pierre.
- Pau : tétramorphe de l'église Saint-Martin de Pau.
- Valmondois :
  - église Saint-Quentin : Vierge à l'Enfant ;
  - grand place : monument à Honoré Daumier, buste en marbre.
- Ville-d'Avray : 
  - Camille Corot, 1880, médaillon en bronze ornant la tombe du peintre ;
  - monument à Camille Corot, au bord de l'Étang neuf.

## Exposition
- De plâtre et d'or. Geoffroy-Dechaume (1816-1892), sculpteur romantique de Viollet-le-Duc, L'Isle-Adam, musée d'Art et d'Histoire Louis-Senlecq, du 15 novembre 1998 au 11 avril 1999.
- Dans l'intimité de l'atelier. Geoffroy-Dechaume (1816-1892), sculpteur romantique, Paris, Cité de l'architecture et du patrimoine, du 24 avril au 22 juillet 2013. Cette exposition propose une immersion dans l’atelier d’un sculpteur au XIXe siècle afin de montrer le processus créatif inventif et fécond d'Adolphe-Victor Geoffroy-Dechaume. Par la diversité et la qualité des objets présentés, cette exposition révèle les différentes étapes de la création au travers de croquis, dessins, photographies, estampes, cires, moules, plâtres originaux, moulages sur nature, objets révélateurs des pensées premières de l’artiste. Ces traces émouvantes, laissées derrière lui dans le secret de l’atelier, témoignent du travail d’un artiste dont la finesse et l’inventivité n’ont d’égale que sa capacité érudite à restaurer la sculpture monumentale[6].

### Iconographie
- Franck Bail (1858-1924), Adolphe-Victor Geoffroy-Dechaume dans son atelier, huile sur toile, Salon de 1891, localisation inconnue[réf. nécessaire].